# Herman Wendt
Herman Wendt (ur. 20 lutego 1883 w Nowosolnej k. Łodzi, zm. 3 sierpnia 1944 w Warszawie) − polski inżynier, wieloletni pracownik Elektrowni Łódzkiej, działacz Polskiego Towarzystwa Tatrzańskiego (PTT). W chwili wybuchu wojny był Prezesem Oddziału Łódzkiego PTT. Ofiara represji Niemiec hitlerowskich w Polsce. 

## Biogram
Z wykształcenia inżynier elektryk, całą karierę zawodową przebył w Elektrowni Łódzkiej. W 1939 r. był kierownikiem Działu Liczników. Po wybuchu II wojny światowej i zajęciu Łodzi przez Niemców odmówił przyjęcia volkslisty i objęcia intratnej posady dyrektora Elektrowni Łódzkiej. Uciekł z żoną i córkami do Warszawy. Tu ukrywał się pod nazwiskiem Wędrowicz. Zginął podczas powstania warszawskiego, rozstrzelany przez Niemców w dniu 3 sierpnia 1944. Spoczywa na cmentarzu ewangelicko-augsburskim przy ul. Młynarskiej w Warszawie (aleja 52, miejsce 83).

## Działalność społeczna w turystyce górskiej
Do Towarzystwa Tatrzańskiego wstąpił w 1918. 
W 1921 był współorganizatorem Oddziału Łódzkiego PTT i przez cały okres międzywojenny był członkiem Zarządu. Od 1934 był wiceprezesem, a od marca 1939 prezesem Zarządu Oddziału równolegle był wiceprezesem i prezesem Sekcji Narciarskiej Oddziału Łódzkiego PTT.
Był też czynnym działaczem Polskiego Związku Narciarskiego (PZN). Organizował zawody narciarskie w okolicach Łodzi. 
Jako pierwszy łodzianin uzyskał uprawnienia Przodownika Górskiej Odznaki Turystycznej (GOT), utworzonej przez PTT w 1935 r. Posiadał uprawnienia na potwierdzenie wycieczek odbytych w Tatrach, i jako jedyny oprócz tego w Beskidach Zachodnich i Środkowych. 
Wraz z Karolem Izydorczykiem byli kuratorami wystawy fotograficznej pt. „Piękno Polski”, którą w 1927 zorganizował Oddział Polskiego Towarzystwa Krajoznawczego (PTK) wspólnie z Wojewódzką Komisją Turystyczną. Pokazano zestawy zdjęć krajoznawczych z całego kraju.